# The New Normal
The New Normal é uma série de TV de comédia americana criada por Ryan Murphy e Allison Adler para o canal NBC, que fez um pedido da série em maio de 2012. O episódio piloto teve uma libertação antecipada em NBC.com, antes de estréia da série na televisão. A série  tem duração média de 22 minutos cada episódio. Sua primeira temporada estreou em 10 de setembro de 2012, antes de ir para seu horário normal em 11 de setembro de 2012.
Em 2 de outubro de 2012, a NBC ordenou uma temporada completa de The New Normal.

## Sinopse
Bryan (Andrew Rannells) e David (Justin Bartha) formam um casal bem sucedido, tanto profissionalmente quanto na relação a dois. Mas algo está faltando para completar a felicidade do casal: um filho. Buscando uma mãe que sirva de barriga de aluguel, eles conhecem Goldie (Georgia King), uma jovem que trabalha como garçonete, enquanto sonha em se tornar advogada. Goldie já tem uma filha de nove anos, Shania (Bebe Wood), fruto de um casamento mal sucedido. E é pensando no futuro da menina que ela decide se tornar barriga de aluguel. Tudo poderia ser tranquilo se não fosse por Jane (Ellen Barkin), a avó dominadora e preconceituosa de Goldie.

## Elenco
- Justin Bartha é David Bartholomew Sawyer, um obstetra.
- Andrew Rannells é Bryan Collins, um produtor de televisão responsável pela fictícia série de TV Sing.
- Georgia King é Goldie Clemmons, barriga de aluguel de David e Bryan.
- Bebe Wood é Shania Clemmons, filha de Goldie.
- NeNe Leakes é Rocky Rhoades, assistente de Bryan e produtora de Sing.
- Jayson Blair é Clay Clemmons, ex-marido de Goldie e pai de Shania.
- Ellen Barkin é Jane Forrest, avó de Goldie. Homofóbica e militante do Partido Republicano.